# アルコン・エンターテインメント
アルコン・エンターテインメント（Alcon Entertainment LLC）は、1997年に映画プロデューサーのブロデリック・ジョンソンとアンドリュー・コソーヴによって設立されたアメリカ合衆国の映画製作会社である。

## 社史
1997年に設立されたアルコン・エンターテインメントは映画プロデューサーのブロデリック・ジョンソンとアンドリュー・コソーヴが共同社長である。本社はカリフォルニア州ロサンゼルスのサンタモニカ大通りに所在する。ジョンソンとコソーヴはフェデックス会長のフレデリック・W・スミスの支援を受けており、アルコンは主要なスタジオと提携して独占配給契約を結ぶことで一定期間にわたって著作権収入を得た。
アルコン発のメジャーな第一回長編作品は1999年のコメディ映画『ライラ/フレンチKISSをあなたと』である。2000年3月、2作目の『マイ・ドッグ・スキップ』が成功するとアルコンはワーナー・ブラザースと独占的かつ長期的な世界配給契約を交わした。この契約によりワーナー・ブラザースは今後5年間でアルコンが製作、出資した映画を少なくとも10本世界で配給することとなる。またこの契約でワーナーはアルコンの映画に共同出資が可能となった。アルコンとワーナー・ブラザースは2006年2月に契約を更新し、ワーナーはさらに今後8年間で映画を配給することとなった。

## フィルモグラフィ
| 年   | 日本語題 原題                                                         | 配給                                                | 共同製作 | 製作費           | 興行収入     |
| ---- | --------------------------------------------------------------------- | --------------------------------------------------- | --- | ---------------- | ------------ |
| 1999 | ライラ/フレンチKISSをあなたと Lost & Found                            | ワーナー・ブラザース                                | | $30 million      | $6,552,255   |
| 2000 | マイ・ドッグ・スキップ My Dog Skip                                    | ワーナー・ブラザース                                | | $6 million       | $35,512,760  |
| 2000 | ゾルタン★星人 Dude, Where's My Car?                                   | 20世紀フォックス                                    | | $13 million      | $73,180,723  |
| 2001 | マリー・アントワネットの首飾り The Affair of the Necklace             | ワーナー・ブラザース                                | | $30 million      | $471,210     |
| 2002 | インソムニア Insomnia                                                 | ワーナー・ブラザース                                | セクション・エイト・プロダクションズ | $46 million      | $113,714,830 |
| 2003 | Love Don't Cost a Thing                                               | ワーナー・ブラザース                                | |                  | $21,924,226  |
| 2004 | チェイシング・リバティ Chasing Liberty                                | ワーナー・ブラザース                                | | $23 million      | $12,313,323  |
| 2005 | レーシング・ストライプス Racing Stripes                               | ワーナー・ブラザース                                | サミット・エンターテインメント | $30 million      | $90,754,475  |
| 2005 | 旅するジーンズと16歳の夏 The Sisterhood of the Traveling Pants        | ワーナー・ブラザース                                | | $25 million      | $42,000,000  |
| 2006 | 16ブロック 16 Blocks                                                  | ワーナー・ブラザース                                | ミレニアム・フィルムズ エクイティ・ピクチャーズ ヌ・イメージ エメット/フルラ・フィルムズ シャイアン・エンタープライズ ドナーズ・カンパニー | $55 million      | $65,664,721  |
| 2006 | ウィッカーマン The Wicker Man                                         | ワーナー・ブラザース                                | ミレニアム・フィルムズ サターン・フィルムズ エクイティ・ピクチャーズ エメット/フルラ・フィルムズ ヌ・イメージ                              | $40 million      | $38,755,073  |
| 2007 | P.S. アイラヴユー P.S. I Love You                                     | ワーナー・ブラザース                                | グロヴナー・パーク・プロダクションズ | $30 million      | $156,835,339 |
| 2008 | ワン・ミス・コール One Missed Call                                    | ワーナー・ブラザース                                | 角川映画 エクイティ・ピクチャーズ インターメディア                                                                                         | $20 million      | $45,847,751  |
| 2008 | 旅するジーンズと19歳の旅立ち The Sisterhood of the Traveling Pants 2  | ワーナー・ブラザース                                | | $27 million      | $44,352,417  |
| 2009 | しあわせの隠れ場所 The Blind Side                                     | ワーナー・ブラザース                                | | $29 million      | $309,208,309 |
| 2010 | ザ・ウォーカー The Book of Eli                                        | ワーナー・ブラザース                                | シルバー・ピクチャーズ | $80 million      | $157,091,718 |
| 2010 | Lottery Ticket                                                        | ワーナー・ブラザース                                | キューブ・ビジョン | $17 million      | $24,719,879  |
| 2011 | Something Borrowed/幸せのジンクス Something Borrowed                  | ワーナー・ブラザース                                | 2Sフィルムズ | $35 million      | $60,183,821  |
| 2011 | イルカと少年 Dolphin Tale                                             | ワーナー・ブラザース                                | アーク・プロダクションズ | $37 million      | $95,404,397  |
| 2012 | ジョイフル♪ノイズ Joyful Noise                                        | ワーナー・ブラザース                                | | $25 million      | $31,158,113  |
| 2012 | 恋愛だけじゃダメかしら? What to Expect When You're Expecting          | ライオンズゲート                                    | フェニックス・ピクチャーズ | $40 million      | $41.102.171  |
| 2012 | Chernobyl Diaries                                                     | ワーナー・ブラザース                                | フィルムネーション・エンターテインメント オーレン・ペリ/ブライアン・ウィッテン・プロダクションズ                                           | $1 million       | $37,157,648  |
| 2013 | ビューティフル・クリーチャーズ 光と闇に選ばれし者 Beautiful Creatures | ワーナー・ブラザース                                | | $60 million      | $60,052,138  |
| 2013 | プリズナーズ Prisoners                                                | ワーナー・ブラザース                                | | $46 million      | $122,126,687 |
| 2014 | トランセンデンス Transcendence                                        | ワーナー・ブラザース                                | DMGエンターテインメント ストレート・アップ・フィルムズ                                                                                     | $100 million     | $103,039,258 |
| 2014 | イルカと少年2 Dolphin Tale 2                                          | ワーナー・ブラザース                                | カラー・フォース ボクシング・キャット・フィルムズ                                                                                          | $36 million      | $57,824,533  |
| 2014 | グッド・ライ 〜いちばん優しい嘘〜 The Good Lie                        | ワーナー・ブラザース                                | イマジン・エンターテインメント ブラック・ラベル・メディア リライアンス・エンターテインメント                                               | $20 million      | $2,722,209   |
| 2015 | チリ33人 希望の軌跡 The 33                                            | ワーナー・ブラザース                                | フェニックス・ピクチャーズ |                  | $24,902,723  |
| 2015 | X-ミッション Point Break                                              | ワーナー・ブラザース                                | DMGエンターテインメント テイラー/バルデックチ/ウィマー・プロダクションズ バーベルスベルク・スタジオ                                        | $100 million     | $131,338,490 |
| 2016 | No Manches Frida                                                      | パンテリオン・フィルムズ                            | コンスタンティン・フィルム |                  | $12,421,716  |
| 2017 | ブレードランナー 2049 Blade Runner 2049                               | ワーナー・ブラザース                                | コロンビア ピクチャーズ サンダーバード・フィルムズ スコット・フリー・プロダクションズ                                                      | $150-185 million | $259,200,000 |
| 2017 | ファーザー・フィギュア Father Figures                                 | ワーナー・ブラザース                                | ザ・モンテシト・ピクチャーズ・カンパニー                                                                                                   | $25 million      | $25,600,000  |
| 2018 | ホース・ソルジャー 12 Strong                                          | ワーナー・ブラザース (北米) ライオンズゲート (世界) | ジェリー・ブラッカイマー・フィルムズ、ブラック・ラベル・メディア                                                                           | $35 millon       | $65,800,000  |

### 公開予定
- Untitled Garfield animated film (TBA)[7][8]
- Darkmouth (TBA)[9]

### テレビシリーズ
- エクスパンス -巨獣めざめる- The Expanse (2015–継続中)
- Untitled Clearwater Marine Aquarium TV Series (TBA)